# 太平乡 (屏山县)
太平乡，是中华人民共和国四川省宜宾市屏山县曾经下辖的一个乡。2019年8月，撤销太平乡，将其所属行政区域划归中都镇管辖。

## 行政区划
太平乡撤销前下辖以下地区：
春风村、龙堂村、龙山村、前哨村、宝山村、易子村、火星村、通林村、小坪村、丰收村、大池村、中和村、庆庄村和小坝村。